# Núria Sempere
Núria Sempere és una professora de guitarra catalana, directora de l'ESMUC des de 2019.
Va estudiar Història de l’Art a la Universitat de Barcelona i té el Títol de professor de Guitarra pel Conservatori Municipal de Música de Barcelona. Posteriorment, va completar el seus estudis amb un Diploma d'Estudis Avançats a la Universitat de Barcelona i un Màster en Direcció Pública per ESADE.
Fins al 2019 fou directora de l’Escola Municipal de Música – Centre de les Arts de L’Hospitalet (EMMCA). El mateix any fou nomenada directora de l'ESMUC. També és membre de la junta directiva i fundadora de l’Associació Catalana d’Escoles de Música (ACEM).